# A8 (Frankrike)

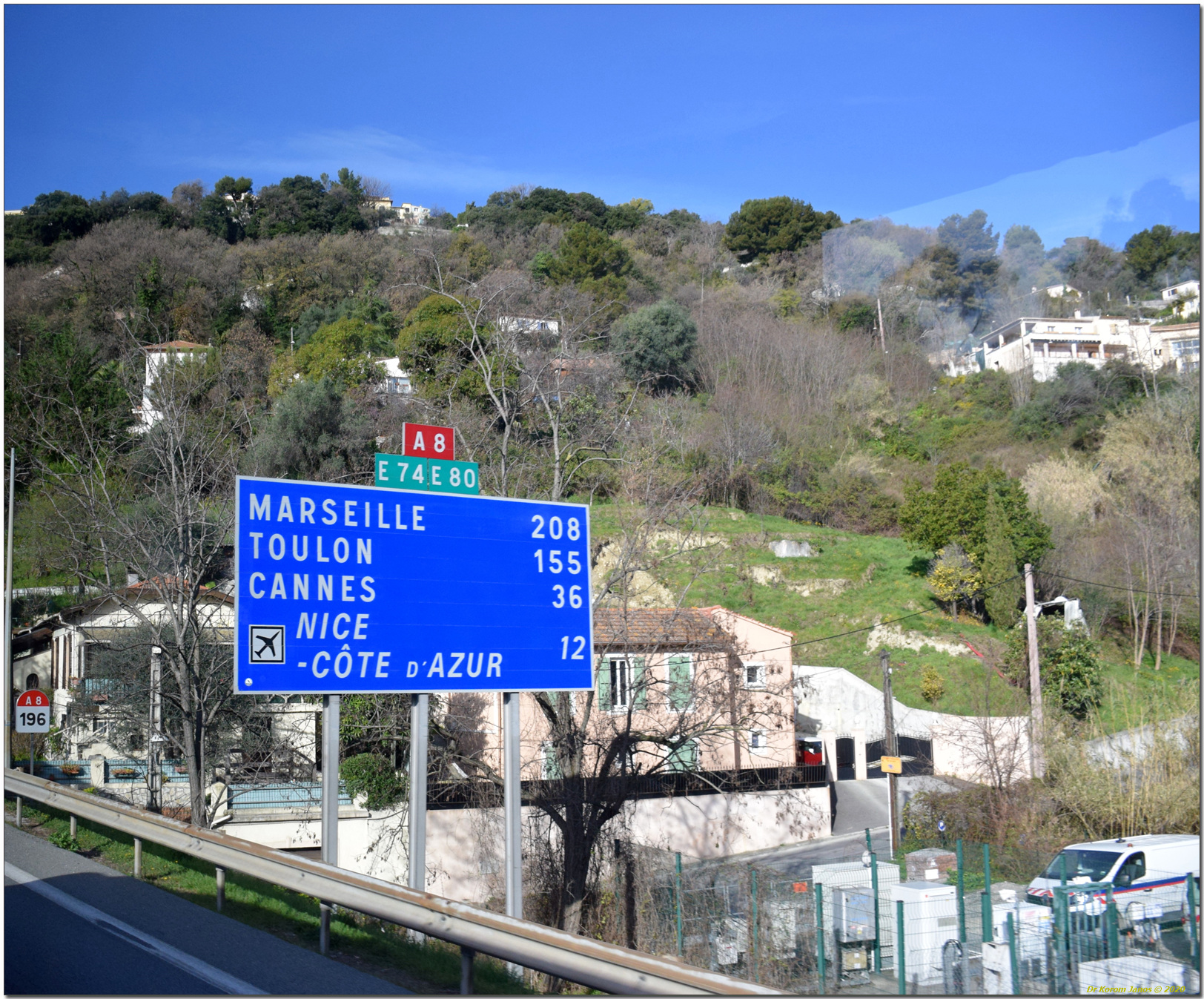
A8-vägen i Frankrike

Motorväg A8, även känd som La Provençale, är en 224 kilometer lång motorväg i Frankrike som går mellan Aix-en-Provence till Côte d'Azur, närmare bestämt Menton.